# 医薬品、医薬部外品、化粧品及び医療機器の製造販売後安全管理の基準に関する省令
医薬品、医薬部外品、化粧品、医療機器及び再生医療等製品の製造販売後安全管理の基準に関する省令（いやくひん、いやくぶがいひん、けしょうひん、いりょうききおよびさいせいいりょうとうせいひんのせいぞうはんばいごあんぜんかんりのきじゅんにかんするしょうれい、Good Vigilance Practice）は、平成16年9月22日に厚生労働省令第135号として公布された、医薬品、医療機器等の品質、有効性及び安全性の確保等に関する法律に基づく府省令である。英名の頭文字をとって、GVP、GVP省令等と略される。

## 概要
本省令は、医薬品、医療機器等の品質、有効性及び安全性の確保等に関する法律（略称：医薬品医療機器等法、薬機法）第12条の2第1号で規定された医薬品等の製造販売業許可の要件である。
この省令でいう「安全管理」とは、品質、有効性。安全性に関する事項その他適正な使用のための情報を収集・検討したり必要な措置をとったりするなどの行為である。
医薬品、医療機器、医薬部外品、化粧品等の製造販売業許可を取得しようとする者は、薬機法第12条の2第1号の規定により、本省令の基準に適合していなければならない。
本省令では、下記のとおり製造販売業者を第1種から第3種に分類している（薬機法上の医薬品製造販売業・医療機器製造販売業の種別とは異なる概念である）。
- 第1種 - 処方せん医薬品又は高度管理医療機器の製造販売業者
- 第2種 - 処方せん以外の医薬品又は管理医療機器の製造販売業者
- 第3種 - 医薬部外品、化粧品又は一般医療機器の製造販売業者

## 内容
本省令で定められている製造販売後安全管理の基準は、次のとおりである。
- 総括製造販売責任者の責務
- 安全確保業務の組織と人員
- 安全確保業務の手順に関する文書
- 製造業者との取り決め
- 安全管理責任者の業務
- 安全管理情報の収集
- 安全管理情報の検討や安全確保措置の立案
- 安全確保措置の実施
- 市販直後調査
- 自己点検
- 教育訓練

## 適用
第1種製造販売業者には、全条文が適用されるが、第2種、第3種は一部適用除外となっている。

## 許可申請における取扱い
薬機法第12条の2第1号に基づき、本省令に適合しない場合は許可にならない。審査担当行政機関（都道府県）は、申請者から医薬品、医薬部外品、化粧品もしくは医療機器の製造販売業許可申請があったときは、本省令に定める基準に適合しているかどうかの調査を行う。実際には、事業者の事業所に実地に赴き、事業所及び手順書・記録の整備の状況の査察を行う。都道府県により運用方法の細部は異なり、文書類を査察前に提出させることもある。新規申請、更新申請とも同じである。